# The Wanton Song

The Wanton Song är en låt av Led Zeppelin på albumet Physical Graffiti från 1975. Låtens tillkomst var under en jam session. Texten handlar framför allt om sex med en lättsinnig kvinna. Den spelades live sporadiskt under 1975 års turnéer som Led Zeppelin gjorde i USA och Europa.